# Gaea Schoeters

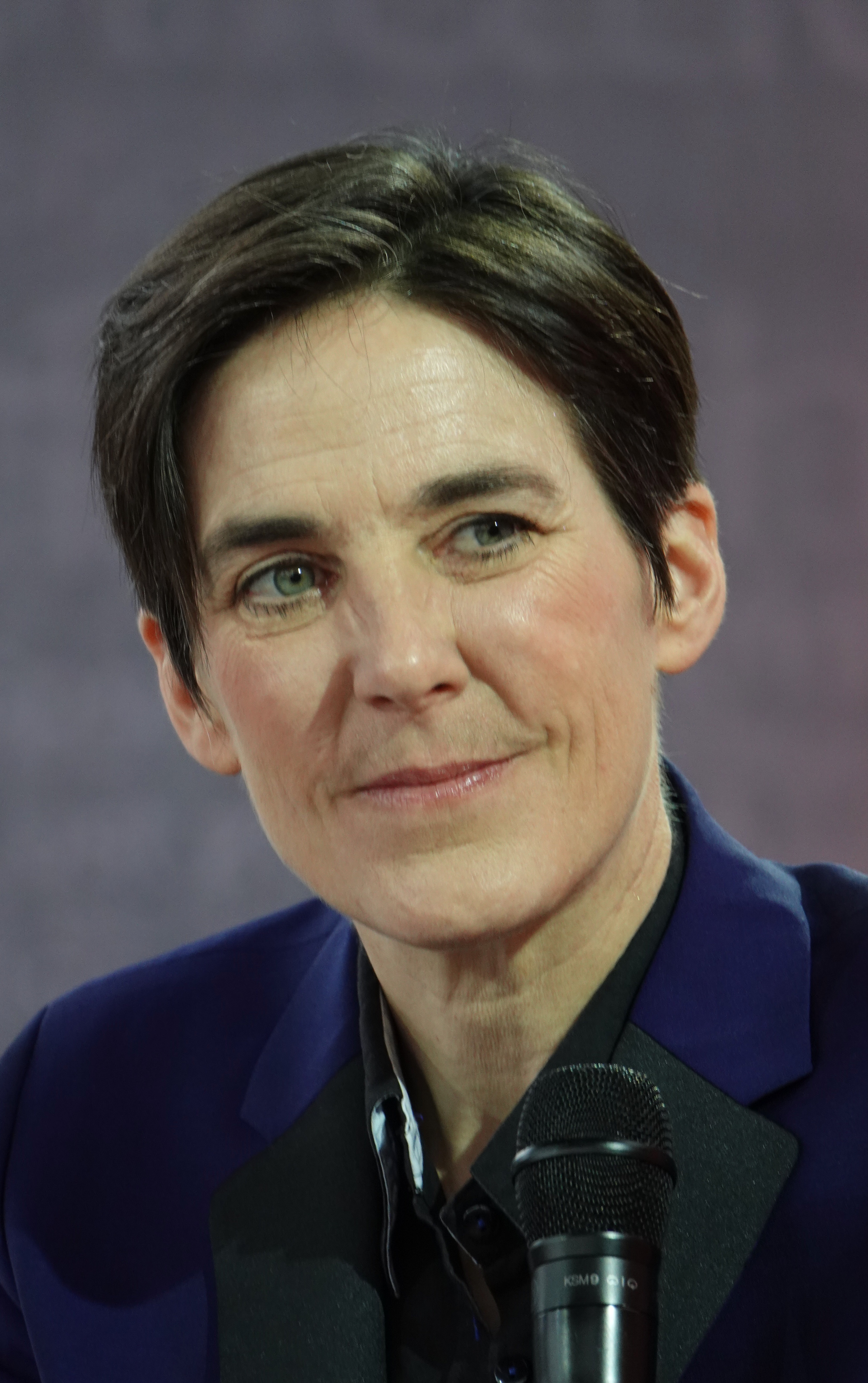
Gaea Schoeters op de Leipziger Buchmesse 2024

Gaea Schoeters (Sint-Niklaas, 1976) is een Belgische auteur. Ze is vooral bekend om haar roman Trofee, die genomineerd werd voor meerdere literaire prijzen, waaronder de EU-prijs voor Literatuur.
Schoeters schrijft zowel fictie als non-fictie. Haar allereerste boek Meisjes, moslims & motoren was een verslag van een lange motorreis door het Midden-Oosten en Centraal-Azië. Haar andere werken omvatten romans, een verzameling interviews en kinderboeken. 
Ze schrijft daarnaast ook opera en muziektheater. Haar toneelwerk wordt opgevoerd in de Benelux en Europa. Ze werkt samen met andere kunstenaars, zoals illustrator Gerda Dendooven en componiste Annelies Van Parys. Ze vertaalde ook de Britse dichter en schrijfster Kae Tempest.
In 2025 ontving ze de Ultima-cultuurprijs voor Letteren 2024 en werd ze cultuurambassadeur voor haar geboortestad. 
De winnares van de Vlaamse cultuurprijs Ultima voor de Letteren onthulde op 9 juni 2025 dat zij de auteur is achter het pseudoniem Pia Fraus, bekend van de erotisch-pornografische verhalenbundel 'Vrijages'. Twintig jaar lang bleef het onbekend wie Pia Fraus in werkelijkheid was. 

## Geselecteerde werken
- Vrijages (onder het pseudoniem Pia Fraus) ISBN 9789086910366
- Meer vrijages (onder het pseudoniem Pia Fraus) ISBN 9789490952129
- Meisjes, moslims en motorfietsen ISBN 9789021409603
- Diggers ISBN 9789022326213
- De kunst van het vallen ISBN 9789085424048
- Zonder titel #1 ISBN 9789021402826
- Het Einde — En hoe het te overleven ISBN 9789463105217
- Trofee ISBN 9789025318581
- Niets ISBN 9789462915411
- Het geschenk ISBN 978-90-253-1860-4